# Disrupt
I Disrupt erano una band grindcore/crust punk di Boston, Massachusetts, negli Stati Uniti.

## Storia
Anche se hanno prodotto un solo album, il gruppo è diventato ben presto cult nel genere, grazie anche all'apparizione in numerose compilation, e split.
I componenti della band hanno suonato anche in molte altre band, tra cui Grief, Consum, Noosebomb, Chicken Chest e ancora Bird Boys, Goff, The Sqwags, Lucas' Wedge, The Threetles e Superpower.

## Componenti
- Jay Stiles - Voce
- Pete Kamarinos - Voce
- Jeff Hayward - Chitarra
- Terry Savanstano - Chitarra
- Randy Odierno - Batteria
- Bob Palombo - Basso
- Chris Drake - Chitarra
- Harry Haralabatos - Batteria
- Tony Leone - Basso
- Brad Jones - Batteria
- Mike Williams - Chitarra/Batteria
- Scott Lucid - - Basso
- Alyssa Murry - Voce

## Discografia

### EP
- Disrupt 7" (Deafcore Records)
- Disrupt 7" (Crust Records second pressing)
- Refuse Planet 7" (Relapse Records)
- Deprived 7" (Relapse Records)

### Album
- Unrest (1994, Relapse Records)
- Unrest (Remasterizzato) (2007, Relapse Records)

### Compilation
- The Rest (2007, Relapse Records)

### Live
- Smash Divisions Live 7" (S.O.A. Records)

### Split
- Split 7" with Destroy (Adversity Records)
- Split 7" with Disdain (Desperate Attempt Records)
- Split 7" with Resist (D.A.M.)
- Split 7" with Taste of Fear (gruppo) (Off the Disk Records)
- Split 7" with Tuomiopäivän Lapset (Ecocentric Records)
- Split 7" with Warcollapse (Crust Records)
- Split 12" with Sauna (gruppo) (Sludge Records)

### Compilation condivise
- Son of Bllleeaaauuurrrrggghhh! 7" (Slap-a-Ham Records)
- Crust and Anguished (MCR)
- Heavy Hardcore Headroom (ET Discs/PEFE)
- Death... Is Just the Beginning III (Relapse Records)
- Corporate Death (Relapse Records)